# Petra Văideanu
Petra Văideanu (* 24. August 1965 in Câmpulung als Petra Mihalache) ist eine ehemalige rumänische Leichtathletin, die sich auf den Siebenkampf spezialisiert hat. Ihren größten Erfolg feierte sie mit dem Gewinn der Silbermedaille im Fünfkampf bei den Halleneuropameisterschaften 1992 in Genua.

## Sportliche Laufbahn
Erste internationale Erfahrungen sammelte Petra Văideanu vermutlich im Jahr 1983, als sie bei den Junioreneuropameisterschaften in Schwechat mit 5645 Punkten den achten Platz im Siebenkampf belegte. 1986 gewann sie bei den Balkanspielen in Ljubljana mit 6132 Punkten die Silbermedaille hinter der Bulgarin Emilia Dimitrowa und 1986 siegte sie mit 6284 Punkten bei den Balkanspielen in Ankara. 1990 siegte sie mit 6260 Punkten erneut bei den Balkanspielen in Istanbul, ehe sie bei den Europameisterschaften in Split mit 6264 Punkten den achten Platz belegte. Im Jahr darauf gelangte sie bei den Weltmeisterschaften in Tokio mit 5744 Punkten auf den 22. Platz und 1992 gewann sie bei den Halleneuropameisterschaften in Genua mit 4677 Punkten die Silbermedaille im Fünfkampf hinter ihrer Landsfrau Liliana Năstase. Im Sommer nahm sie dann im Siebenkampf an den Olympischen Sommerspielen in Barcelona teil und wurde dort mit 6152 Punkten 13. Im Jahr darauf belegte sie bei den Hallenweltmeisterschaften in Toronto mit 4394 Punkten den sechsten Platz im Fünfkampf und im August gelangte sie bei den Weltmeisterschaften in Stuttgart mit 6105 Punkten auf dem zwölften Platz im Siebenkampf. 1994 gelangte sie bei den Halleneuropameisterschaften in Paris mit 4456 Punkten auf den achten Platz im Fünfkampf. Im selben Jahr beendete sie ihre aktive sportliche Karriere im Alter von 29 Jahren.
In den Jahren 1986, 1990 und 1992 wurde Văideanu rumänische Meisterin im Siebenkampf.

## Persönliche Bestleistungen
- Siebenkampf: 6264 Punkte, 31. August 1990 in Split
  - Fünfkampf (Halle): 4677 Punkte, 28. Februar 1992 in Genua